# Nymphon schmidti
Nymphon schmidti is een zeespin uit de familie Nymphonidae. De soort behoort tot het geslacht Nymphon. Nymphon schmidti werd in 1961 voor het eerst wetenschappelijk beschreven door Losina-Losinsky. 